# Friedrich Boser
Karl Friedrich Adolf Boser, également appelé Carl Friedrich Adolf Boser, né le 13 novembre 1809 à Halbau dans le Royaume de Saxe, et mort le 28 janvier 1881 à Düsseldorf, est un peintre de genre et portraitiste allemand de l'école de Düsseldorf. 

## Biographie
Boser fréquente d'abord les académies de Dresde (1826-1832) et de Berlin (1834-1836). En 1837/1838, il entre dans la seconde classe de peinture d'histoire à l'Académie des Beaux-Arts de Düsseldorf. De 1841 à 1843, il y étudie la peinture de genre et le portrait, dans lesquels il est désormais principalement actif. De 1848 à 1881, il est membre du Künstlerverein Malkasten. Des amitiés plus étroites le lient aux peintres paysagistes de Düsseldorf Andreas Achenbach et Carl Friedrich Lessing. Boser est invité à diverses expositions.